# Sanchezia pulchra
Sanchezia pulchra är en akantusväxtart som beskrevs av Emery Clarence Leonard. Sanchezia pulchra ingår i släktet Sanchezia och familjen akantusväxter. Inga underarter finns listade i Catalogue of Life.